# Großpaschleben
Großpaschleben este o comună din landul Saxonia-Anhalt, Germania.